# Organisationen for forbud mod kemiske våben
Organisationen for forbud mod kemiske våben (også Organisation for the Prohibition of Chemical Weapons, forkortet OPCW) er en mellemstatlig international organisation som arbejder for gennemførelse af Konventionen om kemiske våben, blandt andet ved kontrol og destruktion af kemiske våben. Organisationen har 189 medlemsstater. Hovedkontoret ligger i Den Haag i Nederlandene.
Organisationen for forbud mod kemiske våben blev i 2013 tildelt Nobels fredspris "for dens omfattende arbejde for at afskaffe kemiske våben.".

## Baggrund og aktiviteter
Organisationen for forbud mod kemiske våben blev etableret i forbindelse med indgåelsen af Konventionen om kemiske våben, der trådte i kraft i 1997. Konventionen blev indgået på nedrustningskonferencen i Genève i 1992 efter langvarige forhandlinger for at opnå et totalforbud mod kemiske våben. Konventionen forbyder produktion, lagring, handel, overførsel og brug af kemiske våben. Organisationen for forbud mod kemiske våben blev oprettet for at sikre dette. Den er ikke en del af FN-systemet, men har en samarbejdsaftale med De forenede nationer.
Organisationen har været aktiv for at sørge for destruktion af lagre af kemiske våben. I 2013 var status, at 78 % af de kendte lagre af sådanne våben var ødelagt. Libyen, Rusland og USA arbejder fortsat med at destruere lagre.
Endvidere overvåger organisationen kemisk industri i medlemslandene for at sikre, at nye kemiske våben ikke produceres. Organisationen kan gennemføre inspektioner med dette formål.
Organisationen for forbud mod kemiske våben har seks officielle sprog: Arabisk, engelsk, fransk, kinesisk, russisk og spansk.

## Medlemskab
Stater som har tiltrådt konventionen er også medlem af Organisationen for forbud mod kemiske våben. Per oktober 2013 var 189 stater medlem af organisationen. Syv stater er ikke med i organisasjonen. Israel, Myanmar og Syrien har tiltrådt konventionen, men har ikke ratificeret denne. Angola, Egypten, Nordkorea og Sydsudan har ikke tiltrådt konentionen.